# Thrypticus obscuratus
Thrypticus obscuratus är en tvåvingeart som först beskrevs av Johann Wilhelm Meigen 1824.  Thrypticus obscuratus ingår i släktet Thrypticus och familjen styltflugor. Inga underarter finns listade i Catalogue of Life.